# Eremedaille van de Volksgezondheid en Sociale zaken
De Eremedaille van de Volksgezondheid en Sociale zaken ((Frans: Médaille d'honneur de la Santé et des Affaires sociales) ) is een op 2 februari 2012 ingestelde Franse eremedaille. Deze onderscheiding van de Minister van Solidariteit en Sociale Cohesie (ministre des solidarités et de la cohésion sociale) en de Minister van Arbeid, werkgelegenheid en gezondheid (ministre du travail, de l'emploi et de la santé).
De medaille wordt in drie graden uitgereikt voor verdiensten en op jubilea van mensen die in de volksgezondheid werken. Het instellingsdecreet noemt speciaal de mogelijkheid om personen die tijdens hun werkzaamheden voor de volksgezondheid gewond raakten of gedood werden te onderscheiden. In dat laatste geval gebeurt dat postuum. De drie graden zijn:
- Bronzen medaille (Bronze)
- Zilveren medaille (Argent)
- Gouden medaille (Or)

De Franse regering houdt zich in het decoratiebeleid aan strikte jaarlijkse quota, de zogeheten contingenten. Voor deze medailles is bij uitzondering geen maximaal aantal per jaar uit te reiken medailles vastgelegd.
De bronzen medaille kan na 10 jaar inzet voor de volksgezondheid worden toegekend. Na vijf jaar kan men dan de zilveren medaille verwerven. De gouden medaille kan nog weer vijf jaar later worden uitgereikt. Bij bijzondere verdiensten, moed en toewijding tijdens het werk en wanneer de medaille postuum wordt toegekend wordt aan deze bepalingen voorbijgegaan.
In 2012 werd Simone Veil met de gouden medaille onderscheiden.

## De medaille
Deze onderscheiding wordt officieel medaille genoemd, mar het is eigenlijk een achtpuntige blauw geëmailleerde ster.
Op een klein medaillon in het midden is de beeltenis van "Marianne", het zinnebeeld van de Franse Republiek. Zij draagt de traditionele Frygische muts. Het rondschrift luidt REPUBLIQUE  FRANÇAISE.
Op de verder vlakke en niet geëmailleerde keerzijde staat als rondschrift MÉDAILLE D’HONNEUR DE LA SANTÉ ET DES AFFAIRES SOCIALES. In het midden is binnen een krans van lauweren en eikenblad, symbolen van "eer, verdienste en beloning" respectievelijk van "wijsheid, justitie en kracht", op een stralenkrans nog ruimte voor een inscriptie.
Alle drie de sterren hebben een diameter van 33½ millimeter. Zij worden aan een 37 millimeter breed blauw-rozerood-blauw zijden lint op de linkerborst gedragen. Tussen de banen zijn smalle strepen in de kleuren van de Franse vlag aangebracht. Op het lint van de zilveren medaille is een kleine zilveren palm bevestigd. Op het lint van de gouden medaille zit een grote rozet, deze heeft een diameter van 18 millimeter, in de kleuren van het lint. Daaronder wordt een gouden palm gedragen.
De bevestiging aan het lint is opvallend stevig, en in hetzelfde metaal als de medaille, uitgevoerd.

## Protocol
Het is gebruik om de Franse medailles op 1 januari en 14 juli uit te reiken. Dat gebeurt tijdens parades en plechtigheden. De onderscheidingen worden de onwaardige, want wegens een misdrijf veroordeelde, dragers ook weer ceremonieel afgenomen. Wanneer men op uniformen geen modelversierselen draagt is een kleine rechthoekige baton in de kleuren van het lint voorgeschreven. Op de baton mag een rozet worden gemonteerd. 
De medaille wordt ook als miniatuur gedragen op bijvoorbeeld een rokkostuum.